# Myzostoma triste
Myzostoma triste is een ringworm uit de familie Myzostomatidae.
Myzostoma triste werd in 1887 voor het eerst wetenschappelijk beschreven door Graff.